# Gambusia regani
Gambusia regani är en fiskart som beskrevs av Hubbs 1926. Gambusia regani ingår i släktet Gambusia och familjen Poeciliidae. Inga underarter finns listade i Catalogue of Life.